# Diiriye Guure
Diiriye Guure (født 1895, død 11. december 1920) var konge af Darawiish fra 1895 til sin død i 1920. Henrik var den anden af Huset & slægten Shirshore, der regerede Nugaal.